# Pellaea angulosa
Pellaea angulosa är en kantbräkenväxtart som först beskrevs av Jean Baptiste Bory de Saint-Vincent och Carl Ludwig Willdenow, och fick sitt nu gällande namn av Bak. Pellaea angulosa ingår i släktet Pellaea och familjen Pteridaceae. Inga underarter finns listade.